# Landhaus Ehlers
Das Landhaus Ehlers im Stadtteil Bremen-Oberneuland, Rockwinkeler Heerstraße 124, stammt vom Anfang des 20. Jahrhunderts.
Das Gebäude wird aktuell (2023) als Wohnhaus genutzt.
Das Gebäude steht seit 2022 unter Bremischem Denkmalschutz.

## Geschichte
Das eingeschossige verputzte historisierende Gebäude mit Mansarddach, breiten Giebelrisaliten an den Traufseiten und einem Portikus mit vier Säulen wurde für den Kaufmann Carl Ehlers nach den Plänen von Diedrich Bollmann (1875–1935) gebaut. Ehlers war Mitinhaber von Ehlers & Rigel, Agentur- und Kommissionsgeschäft mit Geschäftsräumen im Börsenhauptgebäude in Bremen. Der Architekt Bollmann entwarf das Haus im Stil der von ihm aktiv mitgestalteten Reformarchitektur (ab um 1900 bis um 1930).
Ein großer Garten mit einem massiven Gartenhaus umgibt das Landhaus.
Das Landesamt für Denkmalpflege Bremen befand: „… Mit dem Landhaus Ehlers steht in der Tradition der seit dem frühen 19. Jahrhundert zahlreich in der Oberneulander Feldmark entstandenen Herrenhäuser bremischer Landgüter. … Die Leistung des Architekten beim Entwurf, insbesondere der Schauseiten zur Straße und zum rückwärtigen Garten zeugen von einer gehobenen architektonischen Ausbildung, …“
Bollmann hat u. a. in Bremen die Reihenhäuser Parkallee 31, 33 und 35, die Fassade der Silberwarenfabrik M. H. Wilkens & Söhne in Hemelingen, das Wohn- und Geschäftshaus Wiegers, Hohenlohestraße 4/6, die Einfamilienreihenhäuser Lüder-von-Bentheim-Straße 19/21 und die Häusergruppe Schwachhauser Ring 25–29a entworfen.